# Medical Women's International Association
La Medical Women's International Association (MWIA), in italiano "Associazione Internazionale Donne Medico", è uno dei più antichi organismi internazionali professionali apolitico, aconfessionale, non settario e senza fini di lucro.

## Storia

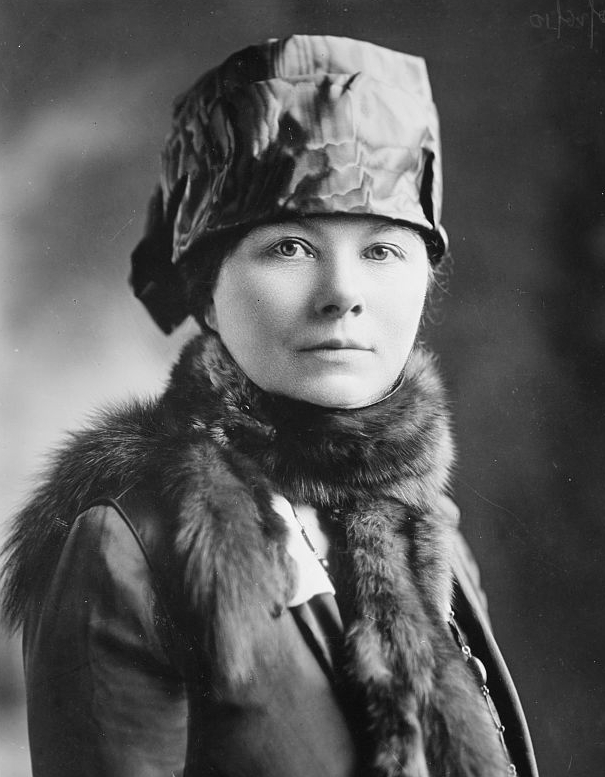
Esther Pohl Lovejoy, la prima presidente dell'Associazione

L'Associazione è stata fondata a New York nel corso di un convegno di donne medico americane, le quali organizzarono tale evento in onore di altre colleghe. Queste ultime, provenienti da vari paesi, ritornavano infatti da un importante congresso tenutosi in Francia. Centoquaranta donne medico di sedici nazionalità parteciparono ai festeggiamenti e, in quell'occasione, alcune di esse proposero di fondare un'associazione internazionale. Il progetto fu accolto con entusiasmo dalle partecipanti e dopo pochi giorni, il 25 ottobre 1919, un Comitato di dodici donne medico fu presentato, votato ed eletto: la dottoressa americana Esther Pohl Lovejoy fu la prima presidente. Il Comitato era composto, oltre alla presidente, da tre vicepresidenti, una tesoriera, una segretaria generale e una segretaria corrispondente.

In seguito e ancora oggi i Congressi Internazionali hanno una scadenza regolare di tre anni e a turno vengono fissati nelle otto regioni del mondo in cui è divisa e ha sede l'Associazione. La sede legale si trova a Ginevra, in Svizzera, mentre la sede amministrativa, dove le attività sono coordinate, è a Vancouver, in Canada. Inoltre, la MWIA ha rapporti ufficiali con l'Organizzazione Mondiale della Sanità (OMS), è membro consultivo del Consiglio economico e sociale delle Nazioni Unite (ECOSOC) e partecipa al programma di immunizzazione del Fondo delle Nazioni Unite per l'infanzia (UNICEF).

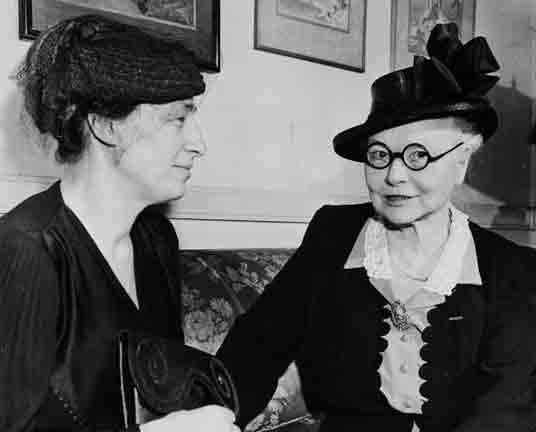
La presidente del 1948, Anna Charlotte Ruys (a sinistra), con la prima presidente Esther Pohl Lovejoy (a destra)

## Scopi dell'Associazione
La MWIA, in qualità di Organizzazione Non Governativa (ONG) comprendente donne medico e studentesse di medicina provenienti da diversi paesi e culture in tutto il mondo, svolge delle importanti funzioni su vari fronti:
- Ha voce e influenza su questioni di interesse per le donne medico, come l'equilibrio tra lavoro e vita privata, congedo di maternità, progressione di carriera, lotta alla discriminazione;
- Avvia e sostiene progetti scientifici relativi alla salute e al benessere a livello locale, nazionale e globale;
- Ha sviluppato moduli di formazione per i medici, ad esempio sulla violenza contro le donne e sulla sessualità adolescenziale;
- Funge da piattaforma, per le donne e le studentesse di medicina, al fine di favorire il dialogo e l'azione su vari problemi di salute a livello internazionale, ad esempio la mutilazione genitale femminile, la salute riproduttiva delle donne, la mortalità infantile e materna.[1]

## Struttura organizzativa
L'Associazione rappresenta donne medico provenienti da novanta paesi, localizzati nei cinque continenti. In particolare, è costituita ai sensi dell'articolo 60 del Codice civile svizzero ed è composta da otto regioni geografiche, ognuna rappresentata nel Comitato esecutivo dal suo vicepresidente:
- Nord America (Canada, Stati Uniti)
- America Latina (Argentina, Bolivia, Brasile, Ecuador, Colombia, Messico, Nicaragua, Panama, Perù)
- Nord Europa (Danimarca, Finlandia, Svezia, Paesi Bassi, Regno Unito)
- Centro Europa (Austria, Georgia, Germania, Ungheria, Polonia, Romania, Russia, Svizzera)
- Sud Europa (Belgio, Francia, Grecia, Israele, Italia)
- Africa (Camerun, Egitto, Ghana, Kenya, Ruanda, Sierra Leone, Sudafrica, Tanzania, Uganda, Zambia)
- Asia Centrale (India, Tailandia)
- Estremo Oriente e Pacifico Occidentale (Australia, Cina, Corea, Filippine, Giappone, Mongolia, Taiwan)[4]

I vari comitati all'interno della MWIA forniscono al Comitato esecutivo idee e impulsi per le attività future, siano essi argomenti di discussione, progetti o collaborazioni attive con organizzazioni che condividono aree di interesse comune. Le attività dell'Associazione sono supportate dai suoi membri attraverso quote, onorari e donazioni.